# 克里斯蒂峰
克里斯蒂峰（英語：Christie Peaks），是南極洲的山峰，位於帕爾默地西岸，處於賴德冰川終點以南，由英國南極名稱諮詢委員會命名，現時由南極條約體系管理。
71°15′S 67°25′W / 71.250°S 67.417°W